# Eunica modesta
Eunica modesta är en fjärilsart som beskrevs av Bates 1864. Eunica modesta ingår i släktet Eunica och familjen praktfjärilar. Inga underarter finns listade i Catalogue of Life.